# One Shot Reggae!
Le migliori canzoni Reggae suonate da grandi artisti in questo album della collana One Shot dalla Universal Music.

## One Shot Reggae!
| Traccia | Artista                            | Titolo                             | Durata |
| ------- | ---------------------------------- | ---------------------------------- | ------ |
| 1       | Eric Clapton                       | I Shot The Sheriff                 | 4.23   |
| 2       | Inner Circle                       | Sweat (A La La La La Long)         | 3.45   |
| 3       | Boy George                         | Everything I Own                   | 3.55   |
| 4       | Snow                               | Informer                           | 4.22   |
| 5       | Ziggy Marley and the Melody Makers | Tomorrow People                    | 3.55   |
| 6       | 10 Cc                              | Dreadlock Holiday                  | 4.26   |
| 7       | Shaggy                             | Boombastic                         | 3.08   |
| 8       | Blondie                            | The Tide Is High                   | 3.49   |
| 9       | Kool & The Gang                    | Let's Go Dancing (Ooh, La, La, La) | 3.29   |
| 10      | Culture Club                       | Do You Really Want to Hurt Me      | 4.22   |
| 11      | Dawn Penn                          | You Don't Love Me (No, No, No)     | 3.15   |
| 12      | Black Slate                        | Amigo                              | 4.48   |
| 13      | Hall & Oates                       | Maneater                           | 4.26   |
| 14      | Ini Kamoze                         | Here Comes the Hotstepper          | 3.57   |
| 15      | Steel Pulse                        | Ku Klux Klan                       | 3.38   |
| 16      | The Specials                       | It's You                           | 3.07   |
| 17      | Shabba Ranks                       | Mr. Loverman                       | 5.37   |
| 18      | Third World                        | Now That We've Found Love          | 3.54   |
| 19      | Boris Gardiner                     | I Want to Wake Up With You         | 4.14   |